# Godziątków
Godziątków – wieś w Polsce, położona w województwie wielkopolskim, w powiecie kaliskim, w gminie Blizanów.
| SIMC    | Nazwa    | Rodzaj    |
| ------- | -------- | --------- |
| 1006460 | Brzezina | część wsi |

W latach 1975–1998 miejscowość administracyjnie należała do województwa kaliskiego.